# Inge Pohl (Politikerin)
Inge Pohl, geborene Inge Sepp (* 9. Juli 1940 in Berlin; † 28. Januar 2011 ebenda) war eine deutsche Politikerin der CDU.

## Leben
Nach dem Besuch der Oberschule absolvierte Pohl die kaufmännische Lehre und arbeitete danach von 1959 bis 1969 als Büroangestellte. Von 1970 bis 1974 war sie als Hausfrau tätig, danach bis 1994 als Arzthelferin.
Pohl trat 1982 in die CDU ein. Innerhalb der Partei gehörte sie dem Vorstand des Ortsverbandes an, war Kreis- und Landesdelegierte. Von 1992 bis 1994 war sie Mitglied der Bezirksverordnetenversammlung in Reinickendorf. Im November 1994 rückte sie in das Abgeordnetenhaus von Berlin nach, aus dem sie ein Jahr später aber wieder ausschied. 1999 zog sie erneut in das Abgeordnetenhaus ein, 2001 schied sie endgültig aus.